# Masia de Can Parellada (Terrassa)
Can Parellada és una masia del municipi de Terrassa, protegida com a bé cultural d'interès local. Està situada a la part sud del polígon industrial de Can Parellada, dalt d'un turó vora la riera de les Arenes, entremig de naus industrials i grans magatzems.

## Descripció
Masia de grans proporcions i de planta rectangular. Consta de planta baixa, dos pisos i golfes, amb coberta a dos vessants. La façana principal està orientada a migdia, és perpendicular al carener i de composició simètrica. Planta baixa amb portal d'accés en arc rebaixat adovellat. Les plantes superiors presenten, cadascuna, quatre balcons de ferro forjat seguint un ritme vertical en la seva col·locació. El graner té quatre finestres dins de la mateixa composició.
A la part central de l'edifici sobresurt una torre lluerna coberta a quatre vessants que dona llum al nucli d'escales. La façana està tractada amb estucat a dos colors, dibuixant cantells i línies de forjat, i s'acaba amb una cornisa de maó rom de secció plana i teules. Junt amb altres dependències forma un clos al voltant d'un pati amb una gran bassa voltada d'arbres.

## Història
Prop de la masia, a l'altre costat de la riera, van aparèixer restes d'un forn iberoromà, de ceràmica, destruït per la urbanització de Can Parellada, que es va començar a construir en terrenys del mas cap al final de la dècada del 1960.